# Tân Phong, Giá Rai
Tân Phong là một xã cũ thuộc thị xã Giá Rai, tỉnh Bạc Liêu, Việt Nam.

## Địa lý
Xã Tân Phong nằm ở phía nam thị xã Giá Rai, có vị trí địa lý:
- Phía đông giáp phường Hộ Phòng và xã Phong Thạnh A
- Phía tây giáp xã Tân Thạnh
- Phía nam giáp huyện Đông Hải
- Phía bắc giáp xã Phong Thạnh Tây.

Xã Tân Phong có diện tích 62,84 km², dân số năm 2022 là 30.172 người, mật độ dân số đạt 480 người/km².

## Hành chính
Xã Tân Phong được chia thành 11 ấp: 1, 2, 3, 3B, 10, 10A, 10B, Khúc Tréo A, Khúc Tréo B, Nhàn Dân A, Nhàn Dân B.

## Lịch sử
Ngày 4 tháng 4 năm 1979, Hội đồng Chính phủ ban hành Quyết định số 142-CP về việc chia xã Phong Thạnh Tây cùng với ấp Khúc Tréo và ấp Nhân Dân của xã An Trạch cắt sang, thành 4 xã: Tân Hòa, Tân Hiệp, Tân Phong và Phong Thạnh Tây.
Ngày 13 tháng 4 năm 1991, Ban Tổ chức Chính phủ ban hành Quyết định số 183/QĐ-TCCP về việc sáp nhập xã Tân Hiệp và xã Thạnh Bình vào xã Tân Phong.
Ngày 6 tháng 11 năm 1996, Quốc hội ban hành Nghị quyết về việc chia tỉnh Minh Hải thành tỉnh Bạc Liêu và tỉnh Cà Mau. Khi đó, xã Tân Phong thuộc huyện Giá Rai, tỉnh Bạc Liêu.
Ngày 15 tháng 5 năm 2015, Ủy ban Thường vụ Quốc hội ban hành Nghị quyết số 930/NQ-UBTVQH13 về việc thành lập thị xã Giá Rai thuộc tỉnh Bạc Liêu. Xã Tân Phong trực thuộc thị xã Giá Rai.